# Губичский Кордон
Губичский Кордон (бел. Губіцкі Кардон) — посёлок в Губичском сельсовете Буда-Кошелёвского района Гомельской области Белоруссии.
На юге, востоке и севере граничит с лесом.

## География

### Расположение
В 22 км на запад от районного центра и железнодорожной станции Буда-Кошелёвская, 59 км от Гомеля.

### Гидрография
Река Днепр.

## Транспортная сеть
Транспортные связи по просёлочной, затем автомобильной дороге Жлобин — Гомель.
Строения деревянные, усадебного типа, около просёлочной дороги.

## История
Основан в начале XX века переселенцами с соседних деревень, на места, где издавна действовала небольшая пристань на реке Днепр. В 1909 году 50 десятин земли, в Недайской волости Рогачёвского уезда Могилёвской губернии.
В 1925 году в Губичском сельсовете Буда-Кошелёвского района Бобруйского округа. В 1929 году жители вступили в колхоз. Во время Великой Отечественной войны 28 июня 1943 года 8 подрывников партизанского отряда имени В. И. Чапаева после выполнения задания попали на южной окраине посёлка в засаду и погибли в бою. На места их гибели в 1974 году поставлена стела. В 1959 году в составе колхоза имени Ф. Энгельса (центр — деревня Губичи).

## Население

### Численность
- 2004 год — 3 хозяйства, 6 жителей.

### Динамика
- 1909 год — 3 двора, 24 жителя.
- 1925 год — 6 дворов.
- 1959 год — 31 житель (согласно переписи).
- 2004 год — 3 хозяйства, 6 жителей.

## Достопримечательность
- Воинское захоронение погибших в период Великой Отечественной войны